# Стадион Кливленд мунисипал
Стадион Кливленд мунисипал (енгл. FirstEnergy Stadium) је вишенаменски стадион у граду Кливленду, Охајо, САД. То је домаћи терен Кливленд браунса из Националне фудбалске лиге (НФЛ) и служи као место за друге догађаје као што су колеџ и средњошколски фудбал, фудбал и концерти. 
Стадион је отворен 1999. пуд именом Кливленд браунси и реновиран је у две фазе почетком 2014. и 2015. Почетни капацитет седећих места био је наведен на 73.200 људи, али је након прве фазе пројекта реновирања 2014. смањен на тренутни капацитет од 67.431. Стадион се налази на 31 хектару (13 ха) земље између језера Ири и Меморијалне обале Кливленда у области северне обале у центру Кливленда, поред Научног центра Великих језера и Куће славних рокенрола. Стадион Кливленда је стајао на том месту од 1931. до 1996. године.

## Конкакафов златни куп
Током Златног купа Конкакафа 2017. и 2019, овај стадион је постао један од стадиона на којима су се играле фудбалске утакмице, по две утакмице у групи на оба турнира.  
| 1 | 15. јул 2017. | Панама – Мартиник                    | 3 : 0 | Групна фаза | 27.934 |  |  |
| 2 | 15. јул 2017. | Никарагва – Сједињене Државе         | 0 : 3 | Групна фаза | 27.934 |  |  |
|   |               |                                      |       |             |        |  |  |
| 3 | 22. јул 2019. | Гвајана – Панама                     | 2 : 4 | Групна фаза | 23.921 |  |  |
| 4 | 22. јул 2019. | Сједињене Државе – Тринидад и Тобаго | 6 : 0 | Групна фаза | 23.921 |  |  |